# Smøla (wyspa)
Smøla – przybrzeżna wyspa norweska, położona na Morzu Norweskim, u zachodnich wybrzeży kraju, na zachód od Trondheim. 

## Opis
Smøla jest oddzielona od wyspy Hitra na północnym – wschodzie cieśniną Ramsoyfjord, natomiast od mniejszych wysp przybrzeżnych (m.in. Tustna, Stabben, Ertvagoy) leżących na południowym – wschodzie cieśniną Ytrefjorden. Wyspa ma powierzchnię 207 km². Posiada dobrze rozwinięte południowe wybrzeża. Ma charakter nizinny, z wysokościami do 67 m n.p.m. W części centralnej i wschodniej występują tereny bagienne. Większą miejscowością jest tu wieś Dyrnes. Wyspa nie ma stałego połączenia z lądem. Na wyspę przypływają dwa promy (jeden z nich przewozi również samochody) dobijające do wyspy Edøy na południowym krańcu gminy. Wyspa Edøy jest  połączona z wszystkimi zamieszkałymi wyspami na Smøla utwardzonymi drogami przez mosty i groble. Na części wysp znajdują się letnie domki i dostęp do nich jest możliwy tylko łodziami. 

## Farma wiatrowa
Od 2002 roku na wyspie działa pierwsza w Norwegii farma wiatrowa należąca do firmy Statkraft.

## Klub golfowy
W zachodniej części wyspy zbudowano 9 dołkowe pole golfowe czynne w okresie od kwietnia do listopada. W 2005 roku NGF (Norges Golfforbund) nadał mu numer 168. 